# Сарделла, Киллиан
Киллиа́н Сарделла́ (нидерл. Killian Sardella; родился 2 мая 2002) — бельгийский футболист, защитник клуба «Андерлехт» и сборной Бельгии.

## Клубная карьера
Начал футбольную карьеру молодёжных командах «Веммел» и «Моленбек», после чего стал игроком академии «Андерлехта». В основном составе дебютировал 9 августа 2019 года в матче высшего дивизиона Бельгии против «Мехелена».

## Карьера в сборной
С 2017 года привлекался к играм футбольных сборных Бельгии до 15, до 16 и до 17 лет. В мае 2018 года принял участие в юношеском чемпионате Европы в Англии, сыграв во всех матчах группового этапа, в четвертьфинале и полуфинале, в котором бельгийцы проиграли итальянцам.
6 сентября 2019 года дебютировал в составе сборной Бельгии до 21 года в матче отборочного турнира к Евро-2021 против Уэльса.